# 第7回全米映画俳優組合賞
7th SAG Awards

2001年3月11日
キャスト賞 - 映画: 

トラフィック
キャスト賞 - ドラマシリーズ: 

ザ・ホワイトハウス
キャスト賞 - コメディシリーズ: 

ふたりは友達? ウィル&グレイス
第7回全米映画俳優組合賞は、2001年3月11日に発表された。

## 候補者及び受賞者一覧

### 映画

#### 主演男優賞
- ベニチオ・デル・トロ - 『トラフィック』 - ハビエル・ロドリゲス役
  - ジェイミー・ベル - 『リトル・ダンサー』 - ビリー・エリオット役
  - ラッセル・クロウ - 『グラディエーター』 - マキシマス・デシマス・メレディウス役
  - トム・ハンクス - 『キャスト・アウェイ』 - チャック・ノーランド役
  - ジェフリー・ラッシュ - 『クイルズ』 - マルキ・ド・サド役

#### 主演女優賞
- ジュリア・ロバーツ - 『エリン・ブロコビッチ』 - エリン・ブロコビッチ役
  - ジョアン・アレン - 『ザ・コンテンダー』 - ライラ・ハドソン役
  - ジュリエット・ビノシュ - 『ショコラ』 - ヴィアンヌ役
  - エレン・バースティン - 『レクイエム・フォー・ドリーム』 - サラ・ゴールドファーブ役
  - ローラ・リニー - 『ユー・キャン・カウント・オン・ミー』 - サマンサ・プレスコット役

#### 助演男優賞
- アルバート・フィニー - 『エリン・ブロコビッチ』 - エド・マスリー役
  - ジェフ・ブリッジス - 『ザ・コンテンダー』 - ジャクソン・エヴァンス役
  - ウィレム・デフォー - 『シャドウ・オブ・ヴァンパイア』 - マックス・シュレック役
  - ゲイリー・オールドマン - 『ザ・コンテンダー』 - シェリー・ラニアン役
  - ホアキン・フェニックス - 『グラディエーター』 - コンモドゥス役

#### 助演女優賞
- ジュディ・デンチ - 『ショコラ』 - アルマンド役
  - ケイト・ハドソン - 『あの頃ペニー・レインと』 - ペニー・レイン役
  - フランシス・マクドーマンド - 『あの頃ペニー・レインと』 - エレイン・ミラー役
  - ジュリー・ウォルターズ - 『リトル・ダンサー』 - ウィルキンソン先生役
  - ケイト・ウィンスレット - 『クイルズ』 - マドレーヌ役

#### キャスト賞
- 『トラフィック』
ベンジャミン・ブラット、ジェームズ・ブローリン、ドン・チードル、エリカ・クリステンセン、クリフトン・コリンズ・Jr、ベニチオ・デル・トロ、マイケル・ダグラス、アルバート・フィニー、トファー・グレイス、エイミー・アーヴィング、デニス・クエイド、キャサリン・ゼタ＝ジョーンズ
  - 『あの頃ペニー・レインと』
  - 『リトル・ダンサー』
  - 『ショコラ』
  - 『グラディエーター』

### テレビ

#### 男優賞（テレビ映画・ミニシリーズ）
- ブライアン・デネヒー - Death of a Salesman - ウィリー・ローマン役
  - アレック・ボールドウィン - 『ニュルンベルク軍事裁判』 - ロバート・H・ジャクソン役
  - ブライアン・コックス - 『ニュルンベルク軍事裁判』 - ヘルマン・ゲーリング役
  - ダニー・グローヴァー - Freedom Song - ウィル・ウォーカー役
  - ジョン・リスゴー - 『ドン・キホーテ 〜ラ・マンチャの男〜』 - ドン・キホーテ役
  - ジェームズ・ウッズ - 『ダーティ・ピクチャー 禁断の写真』 - デニス・バーリー役

#### 女優賞（テレビ映画・ミニシリーズ）
- ヴァネッサ・レッドグレイヴ - 『ウーマン ラブ ウーマン』 - イーディス・ツリー役
  - ストッカード・チャニング - The Truth About Jane - ジャニス役
  - ジュディ・デンチ - 『ザ・ブロンド爆弾 最後のばら』 - エリザベス役
  - サリー・フィールド - David Copperfield - ベッツィ・トロットウッド役
  - エリザベス・フランツ - Death of a Salesman - リンダ・ローマン役

#### 男優賞（ドラマシリーズ）
- マーティン・シーン - 『ザ・ホワイトハウス』 - ジョサイア・"ジェド"・バートレット役
  - ティモシー・デイリー - 『新・逃亡者』 - リチャード・キンブル役
  - アンソニー・エドワーズ - 『ER緊急救命室』 - マーク・グリーン役
  - デニス・フランツ - 『NYPDブルー』 - アンディ・シポウィッツ刑事役
  - ジェームズ・ガンドルフィーニ - 『ザ・ソプラノズ 哀愁のマフィア』 - トニー・ソプラノ役

#### 女優賞（ドラマシリーズ）
- アリソン・ジャニー - 『ザ・ホワイトハウス』 - CJ・クレッグ役
  - ジリアン・アンダーソン - 『Xファイル』 - ダナ・スカリー役
  - イーディ・ファルコ - 『ザ・ソプラノズ 哀愁のマフィア』 - カーメラ・ソプラノ役
  - サリー・フィールド - 『ER緊急救命室』 - マギー・ロックハート役
  - ローレン・グレアム - 『ギルモア・ガールズ』 - ローレライ・ギルモア役
  - セーラ・ウォード - Once and Again - リリー・マニング役

#### 男優賞（コメディシリーズ）
- ロバート・ダウニー・Jr - 『アリー my Love』 - ラリー・ポール役
  - ショーン・ヘイズ - 『ふたりは友達? ウィル&グレイス』 - ジャック・マクファーランド役
  - ケルシー・グラマー - 『そりゃないぜ!? フレイジャー』 - フレイジャー・クレイン役
  - ピーター・マクニコル - 『アリー my Love』 - ジョン・ケイジ役
  - デヴィッド・ハイド・ピアース - 『そりゃないぜ!? フレイジャー』 - ナイルズ・クレイン役

#### 女優賞（コメディシリーズ）
- サラ・ジェシカ・パーカー - 『セックス・アンド・ザ・シティ』 - キャリー・ブラッドショー役
  - キャリスタ・フロックハート - 『アリー my Love』 - アリー・マクビール役
  - ジェーン・カズマレック - 『マルコム in the Middle』 - ロイス・ウィルカーソン役
  - デブラ・メッシング - 『ふたりは友達? ウィル&グレイス』 - グレイス・アドラー役
  - メーガン・ムラーリー - 『ふたりは友達? ウィル&グレイス』 - カレン・ウォーカー役

#### アンサンブル賞（ドラマシリーズ）
- 『ザ・ホワイトハウス』
デュレ・ヒル、アリソン・ジャニー、モイラ・ケリー、ロブ・ロウ、ジャネル・モロニー、リチャード・シフ、マーティン・シーン、ジョン・スペンサー、ブラッドリー・ウィットフォード
  - 『ER緊急救命室』
  - 『ロー&オーダー』
  - 『ザ・プラクティス ボストン弁護士ファイル』
  - 『ザ・ソプラノズ 哀愁のマフィア』

#### アンサンブル賞（コメディシリーズ）
- 『ふたりは友達? ウィル&グレイス』
ショーン・ヘイズ、エリック・マコーマック、デブラ・メッシング、メーガン・ムラーリー
  - 『アリー my Love』
  - 『そりゃないぜ!? フレイジャー』
  - 『フレンズ』
  - 『セックス・アンド・ザ・シティ』

### 生涯功労賞
- オジー・デイヴィス
- ルビー・ディー